# Настасіївська сільська рада
Настасі́ївська сільська́ ра́да — колишня адміністративно-територіальна одиниця та орган місцевого самоврядування в Миколаївському районі Одеської області. Адміністративний центр — село Настасіївка.

## Загальні відомості
Настасіївська сільська рада утворена в 1991 році.
- Територія ради: 51,1 км²
- Населення ради: 1 100 осіб (станом на 2001 рік)

## Населені пункти
Сільській раді підпорядковані населені пункти:
- с. Настасіївка
- с. Новогригорівка
- с. Піщана Петрівка

## Населення
За переписом населення України 2001 року в сільській раді мешкали 1084 особи.

### Мова
Розподіл населення за рідною мовою за даними перепису 2001 року:
| Мова       | Відсоток |
| ---------- | -------- |
| українська | 91,73 %  |
| вірменська | 4,27 %   |
| російська  | 2,00 %   |
| молдовська | 1,64 %   |
| білоруська | 0,09 %   |
| гагаузька  | 0,09 %   |

## Склад ради
Рада складається з 16 депутатів та голови.
- Голова ради: Буряченко Інна Миколаївна
- Секретар ради: Матасєвич Тетяна Володимирівна

### Керівний склад попередніх скликань
| Прізвище, ім'я, по батькові | Основні відомості                                                                                                | Дата обрання | Дата звільнення |
| --------------------------- | --- | ------------ | --------------- |
| Буряченко Інна Миколаївна   | Сільський голова, 1971 року народження, освіта середня спеціальна, член Всеукраїнського об'єднання «Батьківщина» | 26.03.2006   | 31.10.2010      |
| Буряченко Інна Миколаївна   | Сільський голова, 1971 року народження, освіта середня спеціальна, член Партії регіонів                          | 31.10.2010   |                 |

Примітка: таблиця складена за даними сайту Верховної Ради України

### Депутати
За результатами місцевих виборів 2010 року депутатами ради стали:

#### За суб'єктами висування
| Суб'єкт висування                                       | Кількість обраних депутатів | %    |
| ------------------------------------------------------- | --------------------------- | ---- |
| Партія регіонів                                         | 9                           | 56,3 |
| Самовисування                                           | 3                           | 18,8 |
| Народна партія                                          | 2                           | 12,5 |
| Політична партія Всеукраїнське об'єднання «Батьківщина» | 2                           | 12,5 |

#### За округами
| № округу                                                | Прізвище, ім'я, по батькові    | Дата визнання обраним | Освіта             | Партійна приналежність                        | Відомості про обраного депутата                               |
| ------------------------------------------------------- | ------------------------------ | --------------------- | ------------------ | --------------------------------------------- | ------------------------------------------------------------- |
| Народна Партія                                          |                                |                       |                    |                                               |                                                               |
| 4                                                       | Мазуренко Любов Олександрівна  | 01.11.2010            | вища               | член Народної партії                          | Настасіївська загальноосвітня школа, вчитель                  |
| 5                                                       | Демченко Василь Іванович       | 01.11.2010            | середня спеціальна | член Народної партії                          | тимчасово не працює                                           |
| Партія регіонів                                         |                                |                       |                    |                                               |                                                               |
| 1                                                       | Байтаз Петро Миколайович       | 01.11.2010            | середня спеціальна | член Партії регіонів                          | тимчасово не працює                                           |
| 2                                                       | Григорян Гоар Паргевівна       | 01.11.2010            | середня            | член Партії регіонів                          | приватний підприємець                                         |
| 3                                                       | Тищенко Валентина Миколаївна   | 01.11.2010            | середня спеціальна | член Партії регіонів                          | Настасіївський фельдшерсько-акушерський пункт, завідувачка    |
| 6                                                       | Артюх Олег Вікторович          | 01.11.2010            | середня спеціальна | член Партії регіонів                          | приватний підприємець                                         |
| 10                                                      | Матасевич Тетяна Володимирівна | 01.11.2010            | середня спеціальна | член Партії регіонів                          | Настасіївська сільська рада, бухгалтер                        |
| 12                                                      | Хачатрян Араїк Стьопаєвич      | 01.11.2010            | середня            | член Партії регіонів                          | тимчасово не працює                                           |
| 14                                                      | Красюк Анна Станіславівна      | 01.11.2010            | середня спеціальна | член Партії регіонів                          | Новогригорівський фельдшерсько-акушерський пункт, завідувачка |
| 15                                                      | Хворостецький Віктор Петрович  | 01.11.2010            | середня спеціальна | член Партії регіонів                          | тимчасово не працює                                           |
| 16                                                      | Шарагова Надія Володимирівна   | 01.11.2010            | середня спеціальна | член Партії регіонів                          | тимчасово не працює                                           |
| Політична партія Всеукраїнське об'єднання «Батьківщина» |                                |                       |                    |                                               |                                                               |
| 8                                                       | Артюх Валентина Володимирівна  | 01.11.2010            | середня            | член Всеукраїнського об'єднання «Батьківщина» | приватний підприємець                                         |
| 11                                                      | Буга Володимир Афанасійович    | 01.11.2010            | середня спеціальна | член Всеукраїнського об'єднання «Батьківщина» | тимчасово не працює                                           |
| Самовисування                                           |                                |                       |                    |                                               |                                                               |
| 7                                                       | Савуляк Тетяна Іванівна        | 01.11.2010            | середня спеціальна | позапартійна                                  | Настасіївська сільська рада, секретар                         |
| 9                                                       | Ребрій Віктор Вікторович       | 01.11.2010            | середня спеціальна | позапартійний                                 | тимчасово не працює                                           |
| 13                                                      | Єрмолаєв Ігор Володимирович    | 01.11.2010            | середня            | позапартійний                                 | приватний підприємець                                         |